# Topomeigenia grisea
Topomeigenia grisea là một loài ruồi trong họ Tachinidae.